# Serno
Serno este o comună din landul Saxonia-Anhalt, Germania.